# Ens (Holandia)
Ens – wieś w Holandii, w prowincji Flevoland.
Wieś powstała po osuszeniu terenów Polderu Północno-Wschodniego. Leży około 10 kilometrów na południowy wschód od Emmeloord. Tutaj urodziła się siatkarka Caroline Wensink.